# Kim Cass
Kim Cass (* um 1985) ist ein US-amerikanischer Jazzmusiker (Kontrabass, Komposition) des Modern Creative.

## Leben und Wirken
Cass stammt von der Insel Mount Desert Island an der Küste von Maine und wuchs in Bar Harbor auf, wo er im Alter von zehn Jahren mit dem Bass erstmals vertraut gemacht wurde. Zunächst spielte er E-Bass, bevor er mit 13 Jahren zum Kontrabass wechselte. Gleichzeitig wandte er sich der Jazzmusik zu. Während seines Studiums am New England Conservatory of Music erhielt Cass Unterricht u. a. von George Garzone, Ran Blake, Joe Morris und Joe Maneri. Als Student gehörte er 2004–05 zum Quartett Miwokido Kid, für das er auch komponierte.
Cass hat seitdem in einer Vielzahl von Ensembles mitgewirkt und Musik aufgeführt, zunächst in San Francisco, bevor er nach New York zog. Ab Mitte der 2010er-Jahre arbeitete er im Quartett des Saxophonisten Noah Preminger, zu hören auf dessen Alben Pivot: Live at the 55 Bar, Dark Was the Night, Cold Was the Ground und Meditations on Freedom (mit Jason Palmer, Ian Froman). Mit dem Quartett konzertierte er u. a. auch in Deutschland und Österreich.
Außerdem spielte Cass in Matt Mitchells Band Snark Horse, Rent Romus’ Life’s Blood Ensemble (Cimmerian Crossroads) und im Trio Anteater (mit Jacob Zimmerman, Sam Ospovat), des Weiteren mit Tyshawn Sorey, John Zorn, Bill McHenry und Kate Gentile. Er gehörte auch dem Jakub Rojek Quartet und dem Trio Leaving the Sky in Splinters (mit Jim Black und Álvaro Domene) an. Im Bereich des Jazz war er laut Tom Lord zwischen 2015 und 2022 an 16 Aufnahmesessions beteiligt, auch mit Sam Ospovat und Patricia Brennan (More Touch und Breaking Stretch). Unter eigenem Namen legte er 2015 ein selbstbetiteltes Debütalbum vor, auf dem er auch Synthesizer und Piano spielte. Gegenwärtig spielt er auch im Jacob Fiss-Hobart Standards Trio und im Quartett von Rob Garcia.

## Diskographische Hinweise
- Matt Mitchell: A Pouting Grimace (2017)
- Devin Gray: Meta Cache (2017)
- Noah Preminger: Preminger Plays Preminger (2018)
- Noah Preminger: After Life (Criss Cross Jazz, 2018)
- Matt Mitchell: Phalanx Ambassadors (2019)
- Noah Preminger & Kim Cass: Thunda (2021)

+ Levs (Pi Recordings, 2024), mit Matt Mitchell, Tyshawn Sorey, Laura Cocks, Adam Dotson